# Comuna Sokolivka, Krîjopil
Sokolivka (în ucraineană Соколівка) este o comună în raionul Krîjopil, regiunea Vinnița, Ucraina, formată din satele Levkiv și Sokolivka (reședința).

## Demografie
Componența lingvistică a satului Sokolivka
     Ucraineană (98,34%)
     Rusă (1,11%)
     Alte limbi (0,52%)
Conform recensământului din 2001, majoritatea populației satului Sokolivka era vorbitoare de ucraineană (98,34%), existând în minoritate și vorbitori de rusă (1,11%).